# Résolution 235 du Conseil de sécurité des Nations unies
Membres permanents
- Chine (Taïwan)
- États-Unis
- France
- Royaume-Uni
- URSS

Membres non permanents
- Argentine
- Brésil
- Bulgarie
- Canada
- Danemark
- Éthiopie
- Inde
- Japon
- Mali
- Nigéria

Résolution no 234 Résolution no 236
La Résolution 235  est une résolution du Conseil de sécurité des Nations unies adoptée le 9 juin 1967, dans sa 1352e séance, après avoir constaté que les gouvernements d'Israël et de Syrie ont accepté la demande du Conseil pour un cessez-le-feu, le Conseil a exigé que les hostilités doivent cesser immédiatement et a demandé que le Secrétaire général d'établir des contacts immédiats avec les gouvernements d'Israël et de Syrie pour organiser immédiatement la conformité avec le cessez-le-feu et de faire un rapport au Conseil de sécurité dans les 2 heures de la résolution.
La réunion, demandé par l'Union soviétique et les États-Unis, a adopté la résolution à l'unanimité. Le même jour, la Syrie et Israël ont accepté les termes de la résolution. 

## Vote
La résolution a été approuvée à l'unanimité.

## Texte
- Résolution 235 Sur fr.wikisource.org
- Résolution 235 Sur en.wikisource.org